# Supercopa de Grecia
La Supercopa de Grecia (en griego: Σούπερ Καπ Ελλάδος), también conocida anteriormente y de manera oficial como  Copa de la amistad y la solidaridad (en griego: Κύπελλο Φιλίας και Αλληλεγγύης), fue una competición de fútbol griego que disputaban el campeón de la Super Liga de Grecia y el campeón de la Copa de Grecia.

## Ediciones
| Temporada                              | Ganador       | Resultado    | Subcampeón    | Lugar                                  |              |
| -------------------------------------- | ------------- | ------------ | ------------- | -------------------------------------- | ------------ |
| 1980                                   | Olympiacos    | 4-3          | Kastoria      | Estadio Georgios Karaiskakis, El Pireo |              |
| 1987                                   | Olympiacos    | 1-0          | OFI Creta     | Estadio Olímpico de Atenas, Atenas     |              |
| 1988                                   | Panathinaikos | 3-1          | Larissa       | Estadio Olímpico de Atenas, Atenas     |              |
| 1989                                   | AEK Atenas    | 1-1          | Panathinaikos | Estadio Olímpico de Atenas, Atenas     |              |
| El AEK Atenas gana 6-5 en los penaltis |               |              |               |                                        |              |
| 1990                                   | No disputada  | No disputada | No disputada  | No disputada                           | No disputada |
| 1991                                   | No disputada  | No disputada | No disputada  | No disputada                           | No disputada |
| 1992                                   | Olympiacos    | 3-1          | AEK Atenas    | Estadio Olímpico de Atenas, Atenas     |              |
| 1993                                   | Panathinaikos | 1-0          | AEK Atenas    | Estadio Olímpico de Atenas, Atenas     |              |
| 1994                                   | Panathinaikos | 3-0          | AEK Atenas    | Estadio Olímpico de Atenas, Atenas     |              |
| 1995                                   | No disputada  | No disputada | No disputada  | No disputada                           | No disputada |
| 1996                                   | AEK Atenas    | 1-1          | Panathinaikos | Estadio Georgios Karaiskakis, El Pireo |              |
| El AEK Atenas gana 9-8 en los penaltis |               |              |               |                                        |              |
| 1997                                   | No disputada  | No disputada | No disputada  | No disputada                           | No disputada |
| 1998                                   | No disputada  | No disputada | No disputada  | No disputada                           | No disputada |
| 1999                                   | No disputada  | No disputada | No disputada  | No disputada                           | No disputada |
| 2000                                   | No disputada  | No disputada | No disputada  | No disputada                           | No disputada |
| 2001                                   | No disputada  | No disputada | No disputada  | No disputada                           | No disputada |
| 2002                                   | No disputada  | No disputada | No disputada  | No disputada                           | No disputada |
| 2003                                   | No disputada  | No disputada | No disputada  | No disputada                           | No disputada |
| 2004                                   | No disputada  | No disputada | No disputada  | No disputada                           | No disputada |
| 2005                                   | No disputada  | No disputada | No disputada  | No disputada                           | No disputada |
| 2006                                   | No disputada  | No disputada | No disputada  | No disputada                           | No disputada |
| 2007                                   | Olympiacos    | 1-0          | Larissa       | Estadio Georgios Karaiskakis, El Pireo |              |

## Resultados por equipo
| Club          | Ganadores | Subcampeones | Ediciones ganadas      |
| ------------- | --------- | ------------ | ---------------------- |
| Olympiacos    | 4         | -            | 1980, 1987, 1992, 2007 |
| Panathinaikos | 3         | 2            | 1988, 1994, 1995       |
| AEK Atenas    | 2         | 3            | 1989, 1996             |
| AE Larissa    | -         | 2            | -                      |
| Kastoria      | -         | 1            | -                      |
| OFI Creta     | -         | 1            | -                      |

## Partidos
| 1980 | Olympiacos                                         | vs. | Kastoria                        | Estadio Georgios Karaiskakis, El Pireo, |             |
|      | Ahlström 5, 18' · Xanthopoulos 71' · Kokolakis 84' |     | Voitsidis 70, 82' · Kopanos 76' | Árbitro(s):                             | Árbitro(s): |

| 1987 | Olympiacos       | vs. | OFI Creta | Estadio Olímpico de Atenas, Atenas, |  |
|      | Xanthopoulos 65' |     |           |                                     |  |

| 1988 | Panathinaikos                   | vs. | Larissa        | Estadio Olímpico de Atenas, Atenas, |  |
|      | Nielsen 27, 64' · Kalantzis 58' |     | Mitsibonas 59' |                                     |  |

| 1989 | AEK Atenas  | vs. | Panathinaikos     | Estadio Olímpico de Atenas, Atenas, |  |
|      | Vlachos 41' |     | Christodoulou 78' |                                     |  |

| 1992 | Olympiacos                                      | vs. | AEK Atenas     | Estadio Olímpico de Atenas, Atenas, |  |
|      | Batista 34' · Tsalouchidis 54' · Karapialis 60' |     | Alexandris 31' |                                     |  |

| 1993 | Panathinaikos | vs. | AEK Atenas | Estadio Olímpico de Atenas, Atenas, |  |
|      | Saravakos 22' |     |            |                                     |  |

| 1994 | Panathinaikos                                 | vs. | AEK Atenas | Estadio Olímpico de Atenas, Atenas, |  |
|      | Ouzounidis 30' · Apostolakis 76' · Markos 86' |     |            |                                     |  |

| 1996 | AEK Atenas   | vs. | Panathinaikos | Estadio Georgios Karaiskakis, El Pireo, |  |
|      | Savevski 88' |     | Alexoudis 90' |                                         |  |

| 2007 | Olympiacos    | vs.     | Larissa | Estadio Georgios Karaiskakis, El Pireo, |  |
|      | Mitroglou 39' | Reporte |         |                                         |  |